# 歲破神

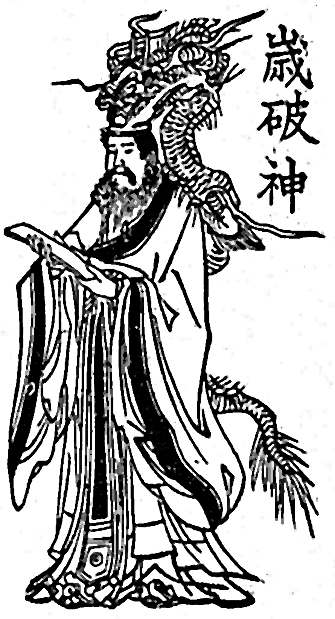
柄澤照覺所繪《安部晴明簠簋内傳圖解》的歲破神

歲破神（日语：さいはしん）為日本陰陽道的神祇，屬於八將神之一，也是九曜之一的「土曜」。

## 概要與解說
歲破神乃土星（又稱鎮星）之精，佛教裡的本地佛為河伯大水神。太歲神若在十二地支的某方位，則歲破神在相對位置的方位角。歲破神所在的方位角最忌移轉、旅行（尤其是以船舶旅行）、建築、婚姻，不過與家畜相關者則為吉。
- 本命年十二地支→方位角
  - 子→午
  - 丑→未
  - 寅→申
  - 卯→酉
  - 辰→戌
  - 巳→亥
  - 午→子
  - 未→丑
  - 申→寅
  - 酉→卯
  - 戌→辰
  - 亥→巳

## 信仰
在日本主祀歲殺神的神社主要有下列：
- 大將軍八神社（京都府京都市上京區）

## 內部連結
- 九曜
- 八將神

## 外部連結
- （日語）国立国会図書館：暦の中のことば方位神。